# Jules-Joseph Désaugiers
Jules-Joseph Désaugiers (ur. 13 października 1776 w Paryżu, zm. 28 kwietnia 1855 w Paryżu) – francuski dyplomata, urzędnik konsularny, tłumacz.
Pełnił cały szereg funkcji we francuskiej służbie zagranicznej, m.in. II sekretarza poselstwa w Kopenhadze, charge d'affaires w Sztokholmie (1810) i Schwerinie (1811), rezydenta i konsula generalnego w Gdańsku (1816-1823), dyrektora wydziału handlu MSZ (directeur des affaires commerciales).
Oficer Legii Honorowej (Officier de la Légion d'Honneur).